# 1926 في الأوروغواي
فيما يلي قوائم الأحداث التي وقعت خلال عام 1926 في الأوروغواي.

## رياضة
- 1 يناير – الدوري الأوروغواياني لكرة القدم 1926 الفائز بنيارول.
- 1 يناير – بطولة أمريكا الجنوبية لألعاب القوى 1926

## مواليد

### فبراير
- 14 فبراير – هيكتور فيلتشيس لاعب كرة قدم أوروغواياني.

### أبريل
- 1 أبريل – أوربانو ريفيرا لاعب كرة قدم أوروغواياني.
- 22 أبريل – خوليو ماسيراس لاعب كرة قدم أوروغواياني.
- 30 أبريل – أنخيل راما كاتب أوروغواياني.

### مايو
- 18 مايو – خوليو سيزار بريتوس لاعب كرة قدم أوروغواياني.

### يونيو
- 19 يونيو – خوليو بيريز لاعب كرة قدم أوروغواياني.

### نوفمبر
- 12 نوفمبر – رودولوف بيني لاعب كرة قدم أوروغواياني.
- 26 نوفمبر – غريغوريو كونرادو ألفاريز

### ديسمبر
- 22 ديسمبر – أليسيدس غيغيا لاعب كرة قدم أوروغواياني.

## وفيات

### يناير
- 1 يناير – أديلا كاستل (مواليد 1864) معلمة أوروغوايانية.